# Hexapopha brasiliana
Espèce
Synonymes
- Gamasomorpha brasiliana Bristowe, 1938

Hexapopha brasiliana est une espèce d'araignées aranéomorphes de la famille des Oonopidae.

## Distribution
Cette espèce est endémique de Santa Catarina au Brésil,. Elle se rencontre vers Blumenau.

## Description
La femelle syntype mesure 2 mm.
Le mâle décrit par Feitosa, Ott et Bonaldo en 2023 mesure 1,60 mm et la femelle 1,71 mm.

## Systématique et taxinomie
Cette espèce a été décrite sous le protonyme Gamasomorpha brasiliana par Bristowe en 1938. Elle est placée dans le genre Hexapopha par Ott, Ubick, Bonaldo, Brescovit et Harvey en 2019.

## Étymologie
Son nom d'espèce lui a été donné en référence au lieu de sa découverte, le Brésil.

## Publication originale
- Bristowe, 1938 : « Some new termitophilous spiders from Brazil. » Annals and Magazine of Natural History, sér. 11, vol. 2, no 7, p. 67-73.